# Babes in Bagdad
Babes in Bagdad (z. D. etwa: Die Luder in Bagdad / Die Schätzchen in Bagdad) ist eine US-amerikanisch-spanische Filmkomödie aus dem Jahr 1952. Regie führte Edgar G. Ulmer, in den Hauptrollen spielten Paulette Goddard und Gypsy Rose Lee. In dem Film versuchen Haremsdamen ihren Herrn vom Sinn der monogamen Ehe zu überzeugen.

## Handlung
Bagdad in alter Zeit. Der Bagdader Qadi Hassan hält sich einen zwölfköpfigen Harem mit Zohara als Hauptfrau. Eines Tages lässt er die schöne Kyra entführen und als leichtbekleidete Sklavin in seinen Harem bringen. Die temperamentvolle Kyra ist davon wenig begeistert und stiftet die anderen Frauen im Harem dazu an gegen das System der Polygamie zu protestieren. In einem Brief an den Kalifen fordern sie das Ende der Polygamie und die Gleichberechtigung von Mann und Frau. Unterstützt werden sie dabei von dem progressiven Ezar, der den Kalifen vorschlägt, dass die Frauen mit ihren Forderungen die Möglichkeit zum Überzeugen haben sollen.

## Produktion
Die Dreharbeiten fanden in Barcelona statt, zudem wurde eine spanische Fassung gedreht, die 16 Minuten länger ist.

## Kritiken
„Ein Gefolge spärlich bekleideter Mädchen [...] tritt gegen böse Wesire an und verdrängt polygame Scheichs.“ – Jack G. Shaheen, Rassismusforscher
„Dies ist definitiv ein Harem, den man meiden sollte.“ – New York Times

## Kontroversen

### Sexistische Werbekampagne
Auf Filmplakaten wurde mit voyeuristischen Slogans geworben: 1001 Abenteuer! 1001 Freuden! (1001 Adventures! 1001 Delights!), Die Formen, die ein Harem-Imperium erschütterten! (The shapes that shook a Harem Empire!), Seht! Schöne Liebesgefangene in die Sklaverei verkauft! (See! Beautiful Love-Captives Sold into Slavery!), Seht! Das spektakuläre Bad der Haremsköniginnen! (See! The Spectacular Bath of The Harem Queens!) und Seht! Die flammende Revolte der Tausend Ehefrauen! (See! The Flaming Revolt of a Thousand Wives!).

### Anti-arabische Stereotype
Der US-amerikanische Autor und Rassismusforscher Jack Shaheen listete den Film in seiner Film-Enzyklopädie Reel Bad Arabs – How Hollywood vilifies a people auf, die stereotype und rassistische Darstellungen von Arabern enthalten.
In der Presse wurden mitunter Beschreibungen verwendet, die vermeintliche authentische Einblicke in einen Harem oder aber anti-muslimische und anti-arabische Stereotypen reproduzierten. Der Decatur Daily titelte: „'Babes in Bagdad' gibt Einblick in das Haremsleben.“ – Decatur Daily. Der Corona Daily Independent schrieb: "[..] zwei Frauen, wie sie in der gesamten Geschichte dieses guten alten islamischen Brauchs nie in einem Harem vorkamen."

## Wissenswertes
Im Film tritt die Figur des legendären Abenteurers Sindbad aus Tausendundeine Nacht (Tausendundeine Nacht – Liste der Geschichten) als Haremswächter - und damit als Eunuch - und als wenig tugendhafte Figur in Erscheinung.